# Alejandro Witcomb
Alexander Spiers Witcomb, también llamado Alejandro Witcomb, (Londres, 1835 - Buenos Aires, 1905) fue un fotógrafo inglés cuya obra es considerada patrimonio histórico de la Argentina, país donde fundó el primer estudio de producción fotográfica masiva.La colección contiene unos 500.000 negativos, aunque testimonios de la época indican que pudieron haber ingresado al Archivo General de la Nación alrededor de 700.000.

## Carrera profesional y vida personal
Alejandro Witcomb estudió en Francia y viajó a Río de Janeiro (Brasil), donde por un tiempo se dedicó al comercio. En 1872 se mudó a Montevideo (Uruguay). Allí trabajó primero en un banco y más tarde se desempeñó como fotógrafo en la ciudad de Mercedes. En 1878 se mudó a Rosario, donde se asoció con Christiano Junior, de quien posteriormente adquirió su estudio fotográfico y los archivos de negativos. Esta asociación fue valiosa para ambos. Después se mudó a la ciudad de Buenos Aires ―capital de Argentina―.
En su labor fotográfica, Witcomb no solo realizaba tomas en estudio, sino que también salía a exteriores para registrar aspectos de la vida social. A través de sus contactos logró retratar a varios presidentes de la nación y también eventos de la clase alta de la sociedad porteña.
En 1880 instaló su propio taller, el cual estaba localizado en calle Florida 364 con el nombre Galería Witcomb. Llegó a ser el estudio más tradicional del país. Después de su fallecimiento en 1905, fue sucedido por su hijo, también llamado Alejandro, quien continuó con los trabajos hasta 1945 cuando murió, siendo a su vez relevado por diversos socios que hicieron funcionar la empresa hasta 1970. Este mismo año los registros del estudio pasaron a formar parte del Archivo General de la Nación, como evidencia de un proceso histórico registrado a través de la técnica fotográfica.

## Colección Witcomb

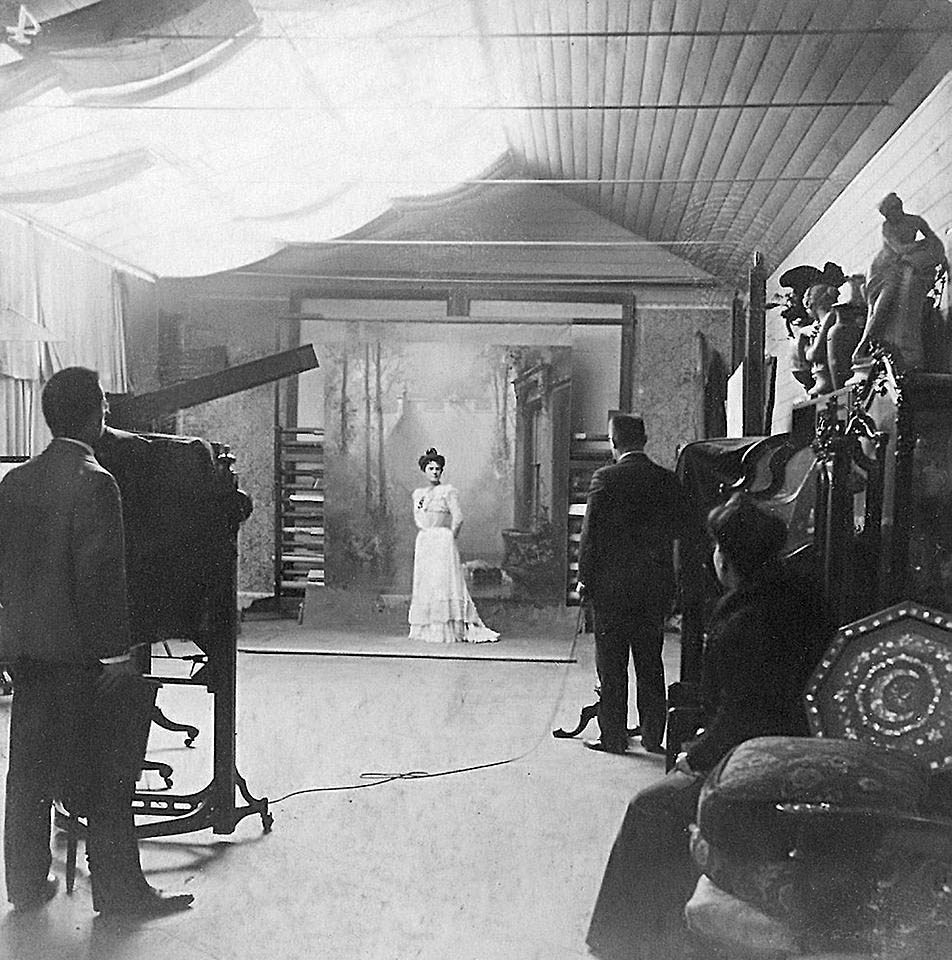
Alexander Witcomb en su estudio, circa 1890.

El acervo fotográfico de la Colección Witcomb es conformado por negativos sobre placas de vidrio que pertenecieron a la galería Witcomb, pero existe hasta la actualidad una confusión en lo que respecta a las autorías, debido a que Alejandro Witcomb estuvo asociado a Christiano Junior, y nunca se terminaron de diferenciar los autores de las imágenes que hoy pertenecen a ese archivo.
Witcomb capturó con la lente de su cámara la vida de Buenos Aires en todos sus aspectos: calles, paseos, personajes relevantes de su tiempo, el transporte, los festejos, así como los acontecimientos políticos y sociales. Según el Ministerio del Interior de la Argentina:

Transforma su obra fotográfica, plasmada sobre aproximadamente 300.000 placas de vidrio, en una verdadera obra de arte tanto por la riqueza estética de las imágenes como por el valor incalculable del registro histórico que sustenta.

### La galería de arte Witcomb
Los inicios de galerías de arte Witcomb fueron como galería de arte fotográfico. Alejandro S. Witcomb estableció en 1878 su negocio en Florida 364, entre Cuyo y Corrientes, Ciudad de Buenos Aires (Argentina). La demanda de un espacio destinado a exhibir obras de arte a fines del siglo XIX, la convirtió en un activo participante como espacio de arte durante gran parte del siglo XX. 
Sin lugar a dudas la galería de arte Witcomb está asociada a las más felices manifestaciones de arte argentino, prestando sus salones y su estímulo en partes iguales a artistas consagrados por su fama, como a artistas que se inician en busca de prestigio.
Witcomb ocupó un largo capítulo en la historia de la pintura y la escultura de este país. Se considera que en sus salones desde 1897 hasta 1971 se desarrollaron aproximadamente 1900 exposiciones que acompañaron la evolución y el desarrollo del arte argentino.

#### Primeras exposiciones
Entre los años 1897 y 1913 el español José Artal (1862-1918), se encargó de la organización de exposiciones de “arte moderno” de grandes maestros españoles. Este marchand de gran prestigio entre la alta sociedad porteña implementó novedosas estrategias de mercado para la época. Elaboraba cuidadosos catálogos detallando las piezas que serían exhibidas que llegaban previo a la inauguración a los comunicadores de prensa más importantes de la época, a los más importantes coleccionistas y a los prestigiosos intelectuales porteños. Esto provocaba una gran movida cultural, inédita para la época, que iba acompañado por el gran momento económico por el que atravesaba la Argentina.

#### Expansión de la galería e incorporación de grandes artistas argentinos
Si bien los primeros años fueron dedicados a exposiciones de arte europeo, en 1902 Martín Malharro, inaugura la temporada con notable éxito. El presidente Julio A. Roca adquirió la obra “La Argentina” y Joaquín V. González aprobó la compra para el Museo Nacional de Bellas Artes de la obra “En plena naturaleza”. En 1908 el Grupo Nexus integrado, entre otros, por artistas de la talla de Ripamonte, Lynch, Collivadino, Rossi, exhibieron 99 obras con gran suceso. Fernando Fader realizó exposiciones individuales en 1906, 1907 y 1908. En 1907 la joven artista Lia Gismondi fue la primera mujer en realizar una exposición individual que luego siguieron otras notables artistas como Julia Wernicke, Andrée Moch, y la francesa Leonie Matthis. En 1908 Martín Malharro realizó su segunda exposición individual, repitiendo en 1911 y 1913.

#### Consolidación de la galería y el arte argentino

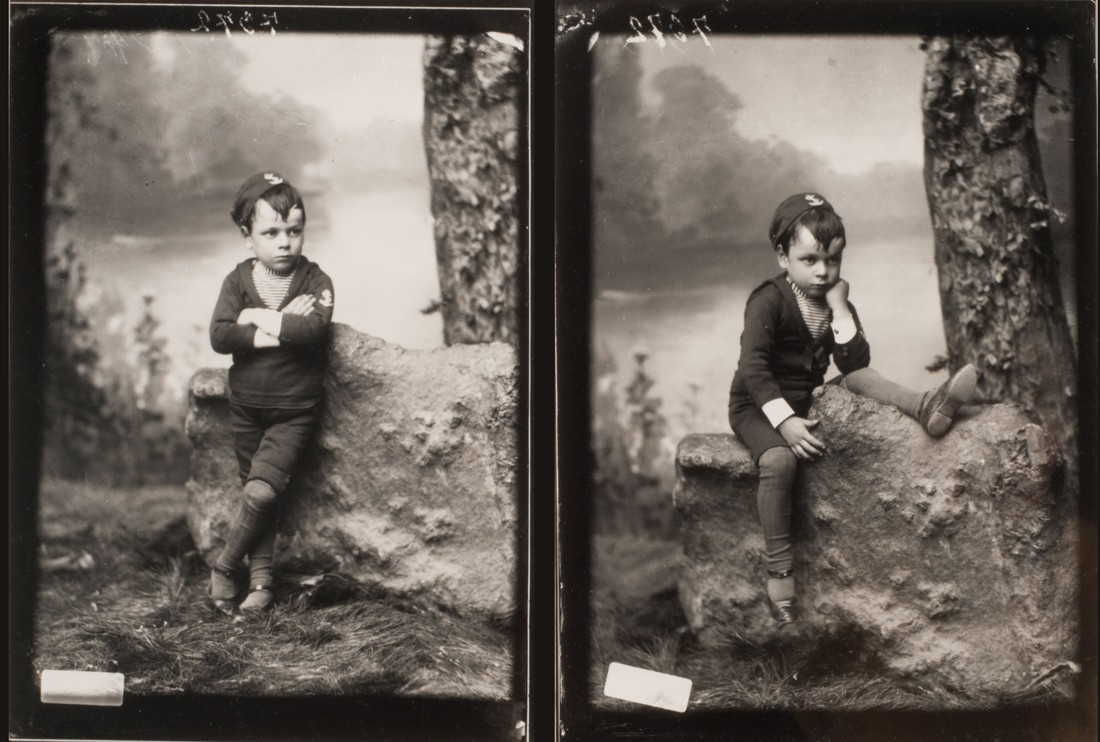
Julián Martínez (niño en pose) - Alejandro Witcomb

En 1911 Antonio Alice, con tan solo 25 años, desarrolló una memorable muestra, luego otra en 1915 y en 1917. En 1913 expuso Carlos de la Torre, continuando en 1915 y en 1917.
En 1914 Witcomb inauguró en el Salón Souza de Rosario (Santa Fe), una sala destinada a exposiciones, aprovechando el buen momento económico que atravesaba la zona. En 1916 abrió una recordada muestra el artista cordobés Walter De Navazio, realizando otra en 1919. Otros artistas jóvenes de gran prestigio se sumaron a estos años de esplendor del arte argentino. Algunos de ellos son Victoria Aguirre, Francisco Recondo, Ramón Silva, Fray Guillermo Butler, Raúl Mazza, Faustino Brughetti y Eduardo Schiaffino (primer director del Museo Nacional de Bellas Artes). En 1918 el joven Benito Quinquela Martín desarrolló con notable éxito de público y prensa su primera presentación individual en la galería. La temática de sus obras sería la misma que lo acompañaría toda su vida, La Boca, la isla Maciel y los trabajadores del puerto.
En la nueva sede en Rosario, situada en la calle San Martín 874, realizó importantes muestras de pintura francesa e italiana. En esta sede, en 1921 expuso por primera vez Antonio Berni, siendo solo un joven de dieciséis años. También lo hizo en 1922 y 1923. Debido al éxito obtenido, en 1924 expuso en la sede de Buenos Aires.
Los años 20 están identificados con memorables muestras. Algunas de ellas son las de Emilio Pettoruti, el uruguayo Pedro Figari, Alejandro Xul Solar, Cesario Bernaldo de Quirós, Luis Macaya, Jorge Larco, Víctor Valdivia, Alberto María Rossi, Luis Tessandori y Rogelio Yrurtia con sus esculturas.

#### Exposición de Julio Romero de Torres
El 4 de septiembre de 1922, el pintor español Julio Romero de Torres inaugura una exposición en la Galería Witcomb de Buenos Aires. Allí expone por primera vez la obra Perla negra, que en esa fecha era conocida como La morena de las perlas. El éxito de la pieza y del conjunto de obras que Romero de Torres presentó en Argentina fue tal que el pintor vendió todo lo expuesto. El triunfo de la exposición en Buenos Aires certificaba un escalón más en su trayectoria y anunciaba que la fama internacional del pintor cordobés era ya un hecho.
Durante los años 1930 se destacaron exposiciones de los notables maestros como Atilio Malinverno, Juan Sol, Tito Gache, el artista polaco Adam Styka, Florencio Molina Campos, Rodolfo Franco, Mario Anganuzzi, Ángel della Valle y Alfredo Lazzari. En 1938 expuso el artista andaluz Rafael Cuenca Muñoz. En 1939 la galería Witcomb se mudó a su nueva sede de la calle Florida 760. 
En la década de 1940 recorrieron la galería importantes artistas, tales como, José Antonio Fernández Muro, Mario Anganuzzi, Luis Cordiviola, Luis Aquino, Raquel Forner, Pettoruti, Miguel Carlos Victorica y se realizó un homenaje al pintor cordobés Julio Romero de Torres. En 1947 Antonio Berni reapareció con una muestra luego de veinte años.
Los años 1950 encontraron a la galería en plena actividad y con gran dinámica. Pasaron por sus salas artistas ya consolidados y nuevos valores. Se destacaron en esos años a Raúl Soldi, Luis Macaya, Juan Carlos Miraglia, Enrique Larrañaga, Marcos Tiglio, Florencio Molina Campos, Santiago Cogorno, Ramón Gómez Cornet, Raúl Russo, Carlos Alonso, Leopoldo Presas, Jorge Larco, Antonio Berni, Pedro Fígari, Ginez Parra, Rómulo Macció, Leopoldo Torres Agüero, y el ya consagradísimo Benito Quinquela Martín. En 1953 se realizó una exposición homenaje a Pedro Fígari que tuvo gran suceso de prensa.
En los convulsionados años sesenta, comenzaron a desarrollarse nuevas prácticas artísticas: la nueva figuración, el pop art, el happening, que generaron un debate estético: la antinomia entre la figuración y la abstracción. Si bien Witcomb no adhirió plenamente a estas nuevas corrientes, dio lugar a algunas presentaciones de la nueva forma de expresarse. En 1961 presentó, auspiciada por el Museo de Arte Moderno, a Berni en el tema de Juanito Laguna. Los collage de Berni generaron duras críticas de algunos sectores sensibles, pero hubo un público que supo reconocer y valorar este nuevo giro del artista. En estos años se pudieron reconocer las exposiciones de Alberto Bruzzone, Benito Quinquela Martín, Ricardo Sánchez, Batlle Planas, homenaje a Emilio Pettoruti, Luis Centurión, Ramón Gómez Cornet, Mario Mollari, Cesario B. de Quiros, Cesar Bustillo. También tuvieron espacio en esta década, la corriente de artistas como Luis Felipe Noe, Libero Badi, Antonio Seguí, Juan Grela, Lino Palacio, Vito Campanella, Sakai, Clorindo Testa, Uriarte, Aizenberg, Víctor Chab, Ernesto Deira, De la Vega, Polesello, Pucciarelli, Kósice, Macchi y Paparella. Como broche de oro en el año 1968 el festejo de los 100 años de la galería, multiplicó la actividad.
La década de 1970 encontró a la galería con una economía sólida. En 1970 se realizaron 88 exposiciones (el doble que en 1969). Pero en 1971 se vio obligada a cerrar sus puertas. El aumento desmedido en el alquiler y los seis meses que debió permanecer cerrada debido a las reformas que sufría la calle Florida para convertirla definitivamente en peatonal, teniendo que mantener una estructura de 18 empleados, fueron algunos de los elementos que decretaron su cierre. Entre los grandes artistas que pasaron por la galería en estos años podemos citar a: José Luis Menghi, Raúl Conti, Luis Barragán, Óscar Capristo, Primaldo Mónaco, Ideal Sánchez, Bruno Venier y Mario Vuono.

## Galería

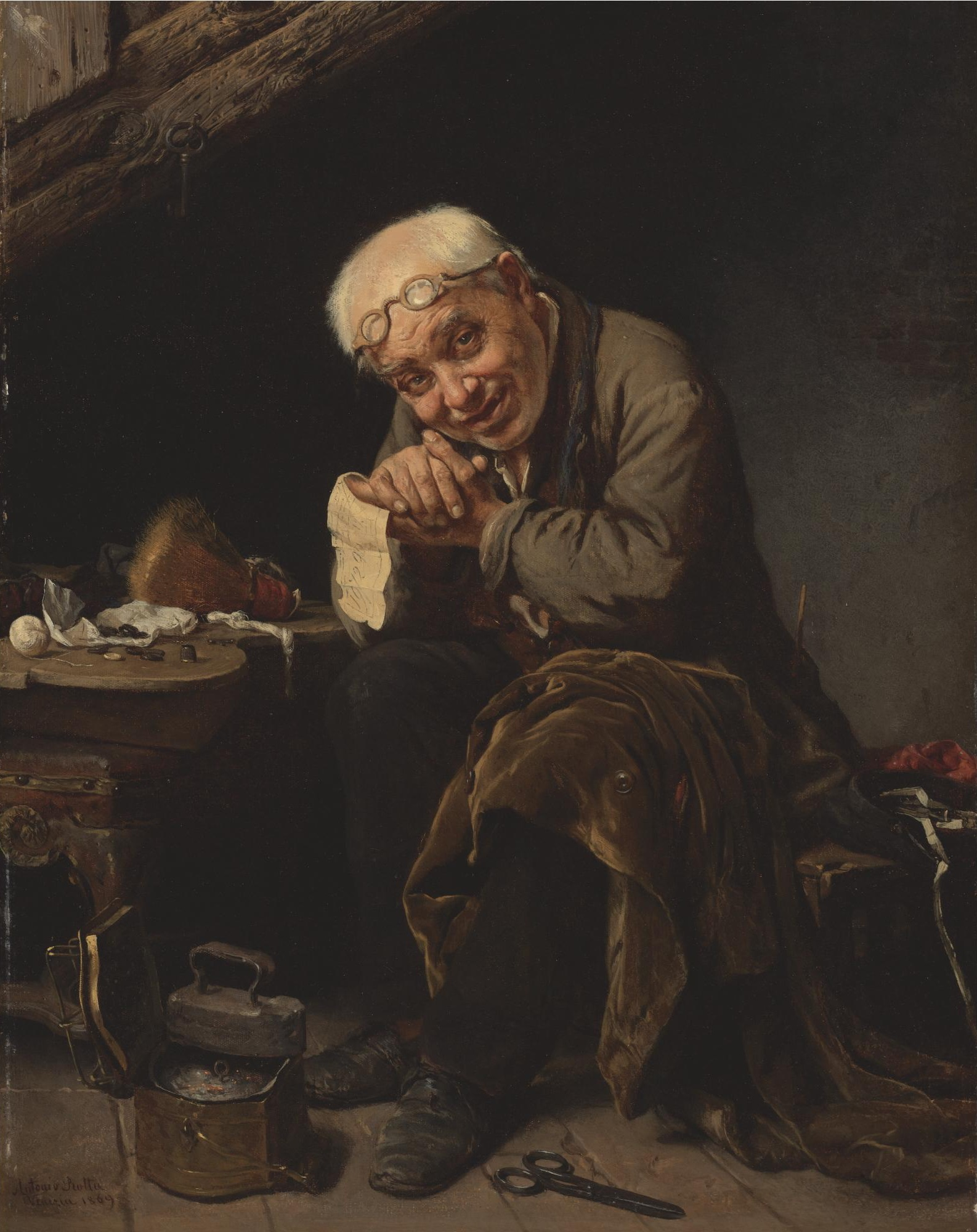
A Win at the Lottery (Antonio Rotta)
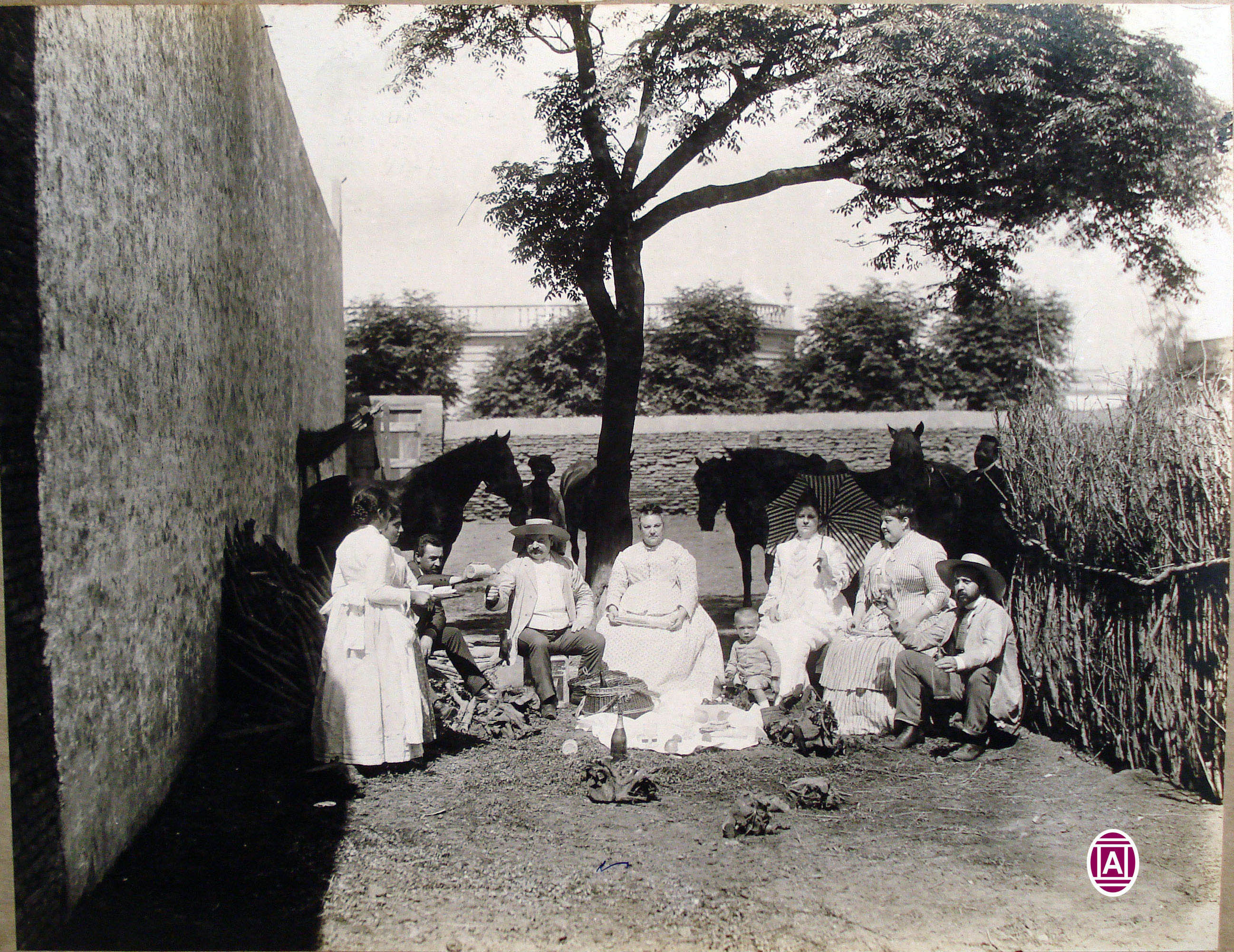
Almuerzo al aire libre
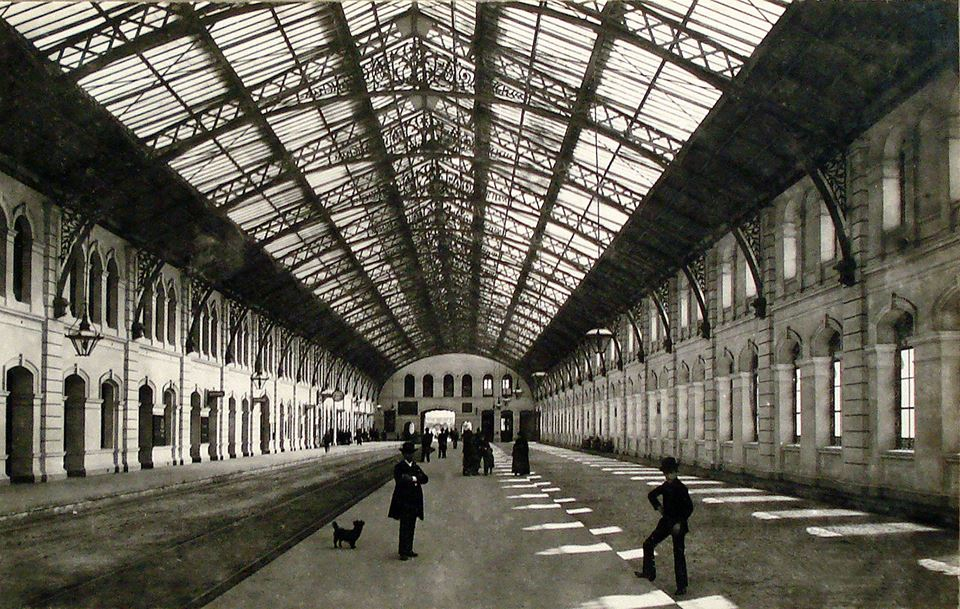
Estación Constitución
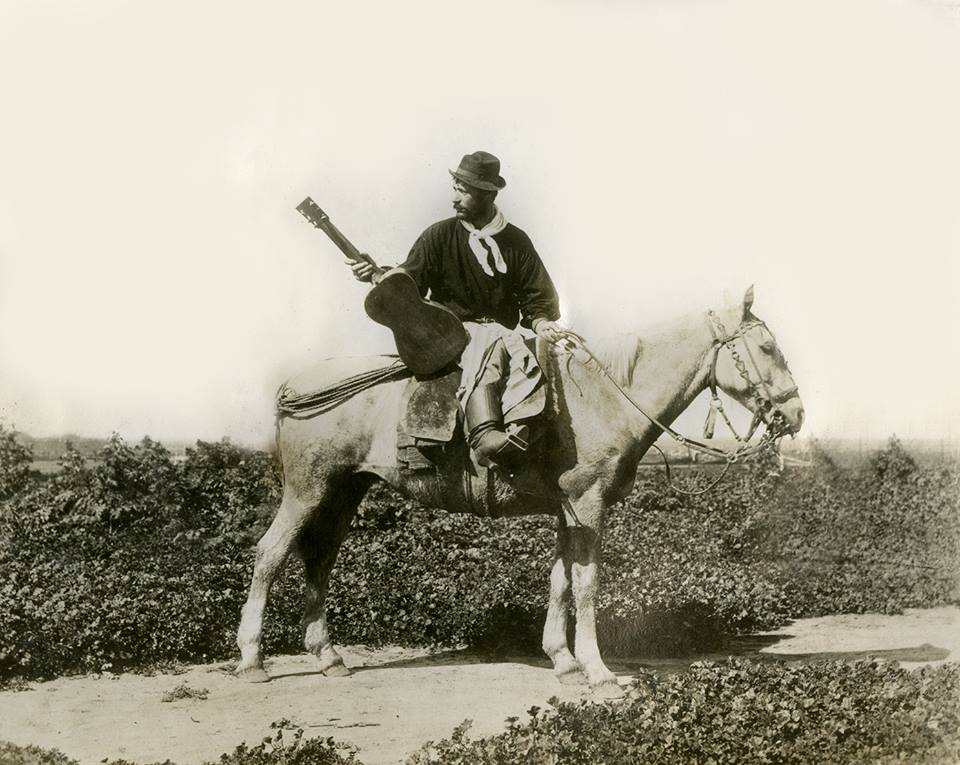
Payador
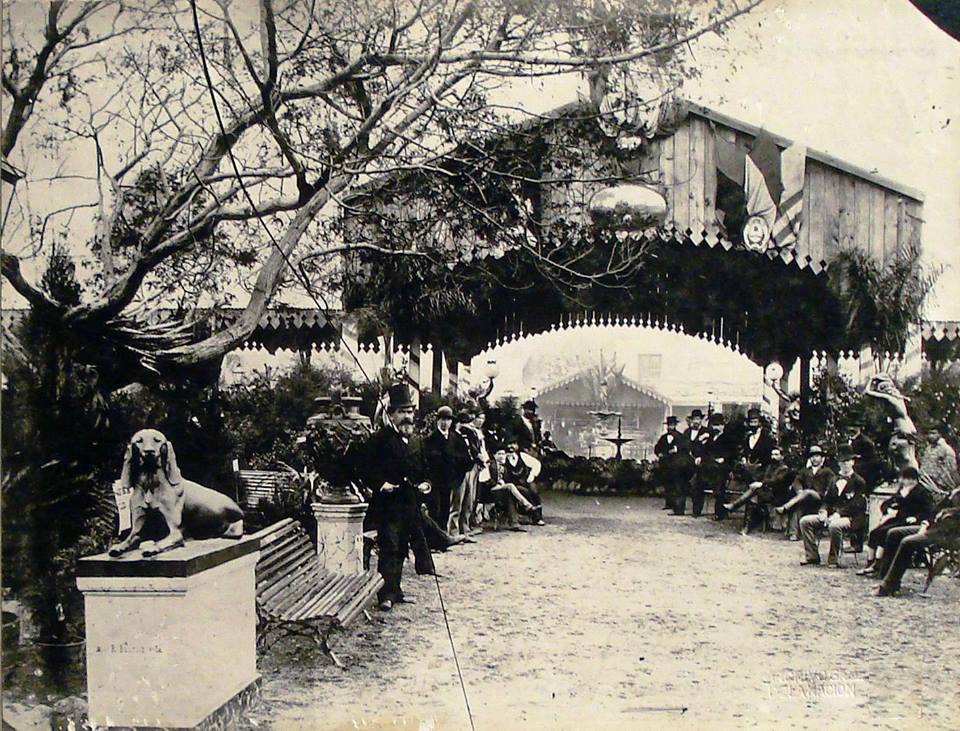
Exposición Rural, 1875
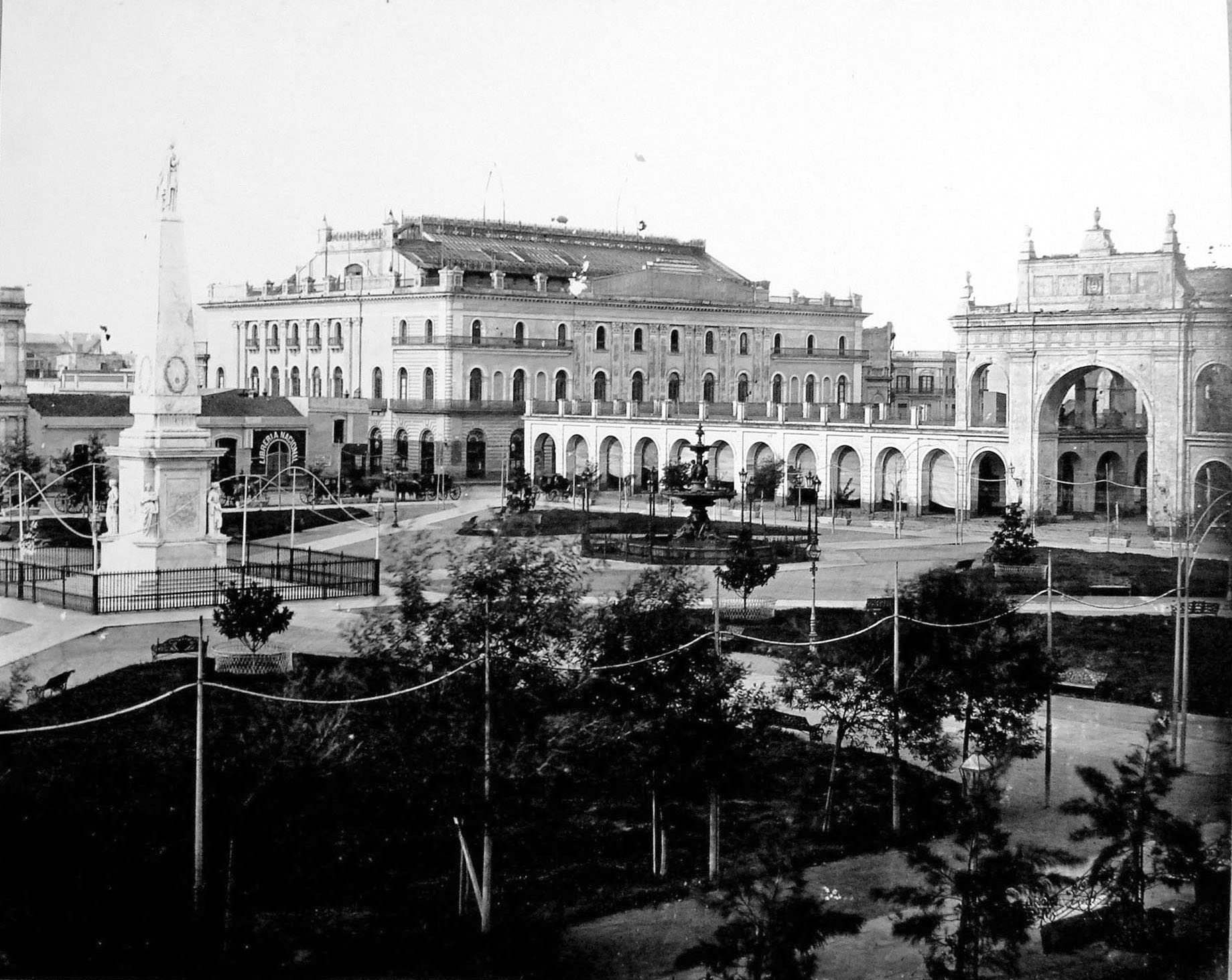
Teatro Colón
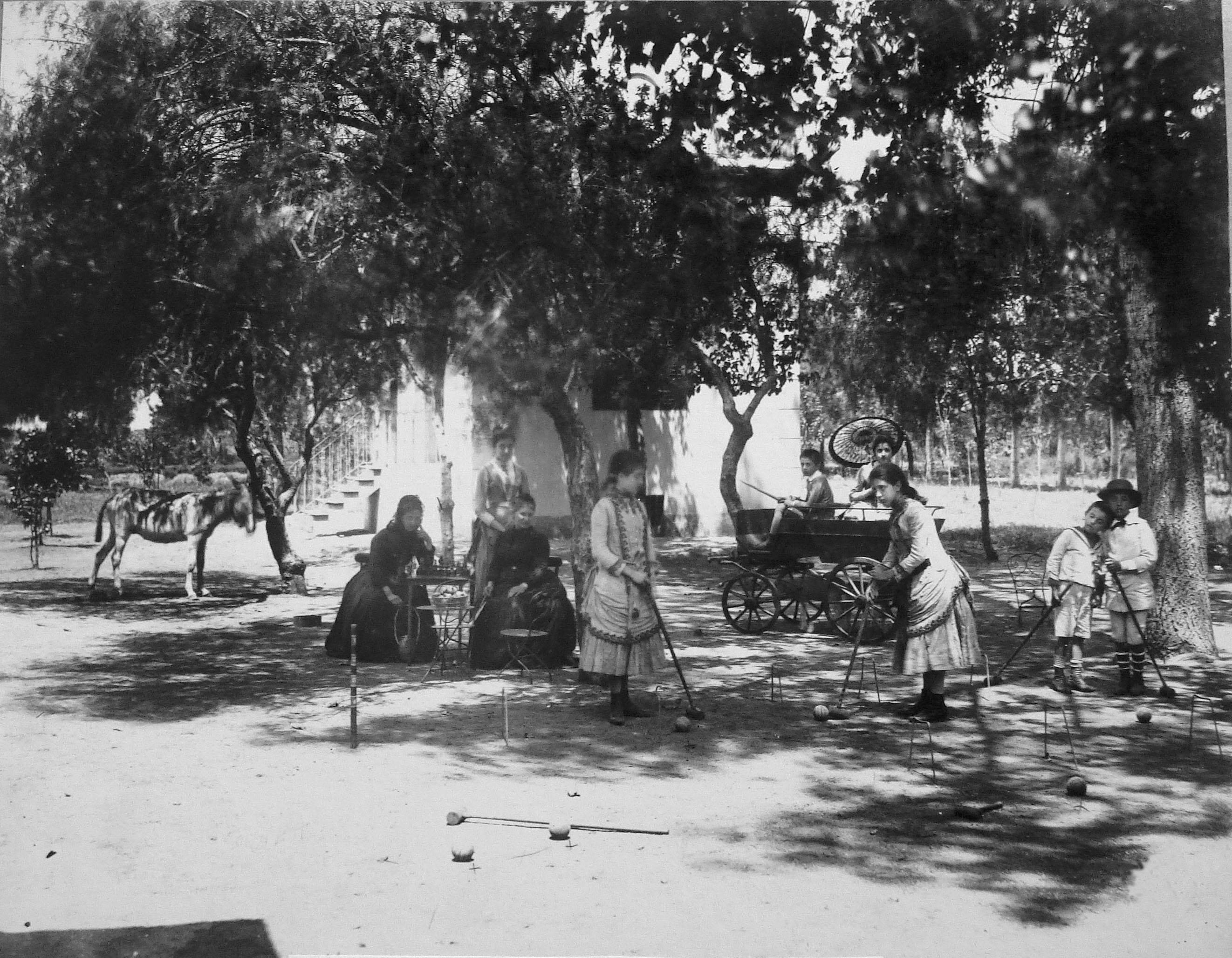
Familia jugando al cricket
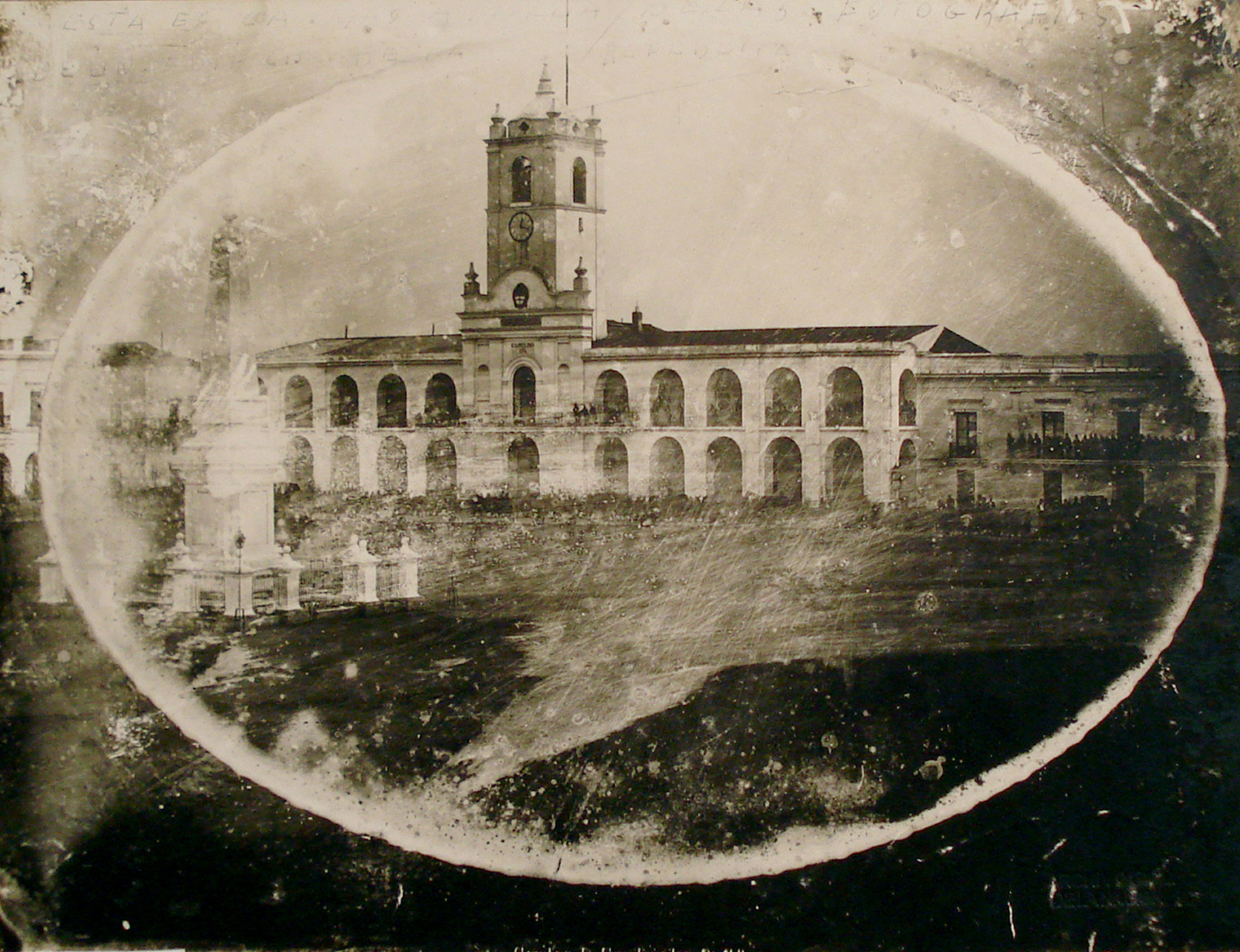
Primera foto del Cabildo jamás tomada, c. 1842-1850